# Reiter-Brigade
Die Reiter-Brigade war eine deutsche Kavallerie-Brigade der Wehrmacht im Zweiten Weltkrieg.

## Brigadegeschichte
Die Reiter-Brigade 2 wurde am 7. Dezember 1939 in Torgau im Wehrkreis IV mit u. a. einem Nachrichten-Schwadron aufgestellt. Hierzu wurden neun Aufklärungs-Abteilungen herangezogen.
Ab 1. März 1940 wurde die Brigade als Reiter-Brigade bei der 1. Kavallerie-Division bezeichnet. Die Reiter-Brigade war aus der bisherigen Reiter-Brigade 2 hervorgegangen. Auch aufgrund des Kommandeurs als Gemischte schnelle Brigade Senger bezeichnet war die Brigade ab 6. Juni 1940 kurzzeitig selbstständig, kam dann aber am 5. August 1940 wieder zurück zur 1. Kavallerie-Division.
Am 2. April 1941 wurde die Gemischte schnelle Brigade Senger in Reiter-Brigade 1 umbenannt. Als am 2. Dezember 1941 die 1. Kavallerie-Division in eine Panzer-Division umgebildet wurde, wurde die Reiter-Brigade 1 in Stablack in die Schützen-Brigade 24 umgegliedert.

## Kommandeure
Reiter-Brigade 2
- Oberst Wolfgang von Waldenfels: von der Aufstellung bis Februar 1940 (†, postum zum Generalmajor befördert)

- Oberst Fridolin von Senger und Etterlin: von Februar 1940 bis März 1940

Reiter-Brigade/Gemischte schnelle Brigade Senger
- Oberst Fridolin von Senger und Etterlin: von März 1940 bis Juli 1940

Reiter-Brigade 1
- Oberst Heinz von Randow: 1941